# 小島秀夫 (ヴァイオリニスト)
小島 秀夫（こじま ひでお、1941年8月13日 - 2022年5月13日）は、日本のヴァイオリニスト、指揮者。広島県広島市出身。元広島交響楽団首席コンサートマスター。

## プロフィール
広島市東雲に生まれ、3歳の頃に広島市への原爆投下で被曝する。流しのギターに憧れを抱いて楽器をせがんでいたところ、学校の先生の勧めで8歳の頃よりヴァイオリンを始める。中学時代はスポーツに夢中になり、一時期楽器から離れるが、高校は広島音楽高等学校に進学。
高等卒業後、武蔵野音楽大学で福元裕、ヴォルフガング・シュタフォンハーゲンに師事。大学卒業後、1964年にNHK交響楽団に入団。ベルリン国立音楽大学室内楽科へ入学し、ベルリン・フィルハーモニー管弦楽団第1コンサートマスター、レオン・シュピーラーに師事。また1年間エキストラとして同楽団で演奏。帰国後、N響メンバーによる「高輪弦楽四重奏団」を結成し、テレビ、FM放送等に多数出演。N響ではトップサイドまで務める。
1980年、故郷の広島交響楽団首席コンサートマスターに招聘され、名古屋フィルハーモニー交響楽団や札幌交響楽団、大阪フィルハーモニー交響楽団のコンサートマスター就任の打診を断って広響に就任。就任後最初の定期演奏会で、同楽団初演となるリムスキー＝コルサコフ「シェヘラザード」のヴァイオリン・ソロを披露。以後、当時まだプロ化されて間もなかった広響のレベルアップに尽力する。18年の間その重責を果たしつつ、ソリストとしても各オーケストラ、指揮者と共演。
N響時代に指導を受けていた江藤俊哉より、30年間愛用した名弓ドミニク・ペカットを譲り受ける。作曲家でありN響正指揮者の外山雄三とは親交が深く、同氏からヴァイオリン協奏曲第3番（Ｎ響退団前に、広響就任祝いとして作曲を約束されていた。作曲者自身の指揮により広響定期演奏会で初演）や、出身地にちなんでヴァイオリンとピアノのための「広島の詩」を献呈される。
1998年広響退団後は、広島を拠点として後進の指導にあたるほか、コジマ・ムジカ・コレギア、広島ジュニアオーケストラ、HIROSHIMA MUSIC FESTIVAL、ヴァイオリン教室「弓の会」などを主宰し、広島市の文化振興につとめる。特にジュニアオーケストラでは、小さな子どもたちの育成を重視しており、演奏技術の向上だけでなく、それ以上に人間的形成に尽力して評価を得ている（そのため、ジュニアオーケストラには一切の年齢制限を設けず、また選抜試験なども行うことなく、広く子供たちを受け入れている。例え技術が未熟でも、みんなが合奏の楽しさを味わえるよう、独自のアレンジで初心者パートを加えるなど、工夫を重ねている。一方で上級生には小さな子どもの指導をする経験をさせるなど、その内容を充実させている）。また、くらしき作陽大学客員教授として学生の指導を行った。
日本弦楽指導者協会会員、コンサートマスターズ・クラブ・オブ・ジャパン会員、大阪国際音楽コンクール広島支部長を歴任。
妻はピアニストの小島朋子。1993年に長男・小島燎が誕生。5歳のときからヴァイオリニストとして教育を施し、パリを拠点に演奏活動を行うまでになった。自身が病気療養の身になった晩年では、長男・燎が秀夫のメソッドを引き継ぎ、帰国時やオンラインで指導に当たっていた。
75歳頃までは休みなく指導を行っていたが、晩年は長期にわたって病気療養し、入院で衰弱している中、新型コロナウイルスに院内感染し、2022年5月13日18時25分、肺炎で死去した。80歳没。